# Целестин (минерал)
Целестин (назв. по голубому цвету кристаллов, от лат. caelestis — небесный) — минерал, сульфат стронция (SrSO4).

## Свойства

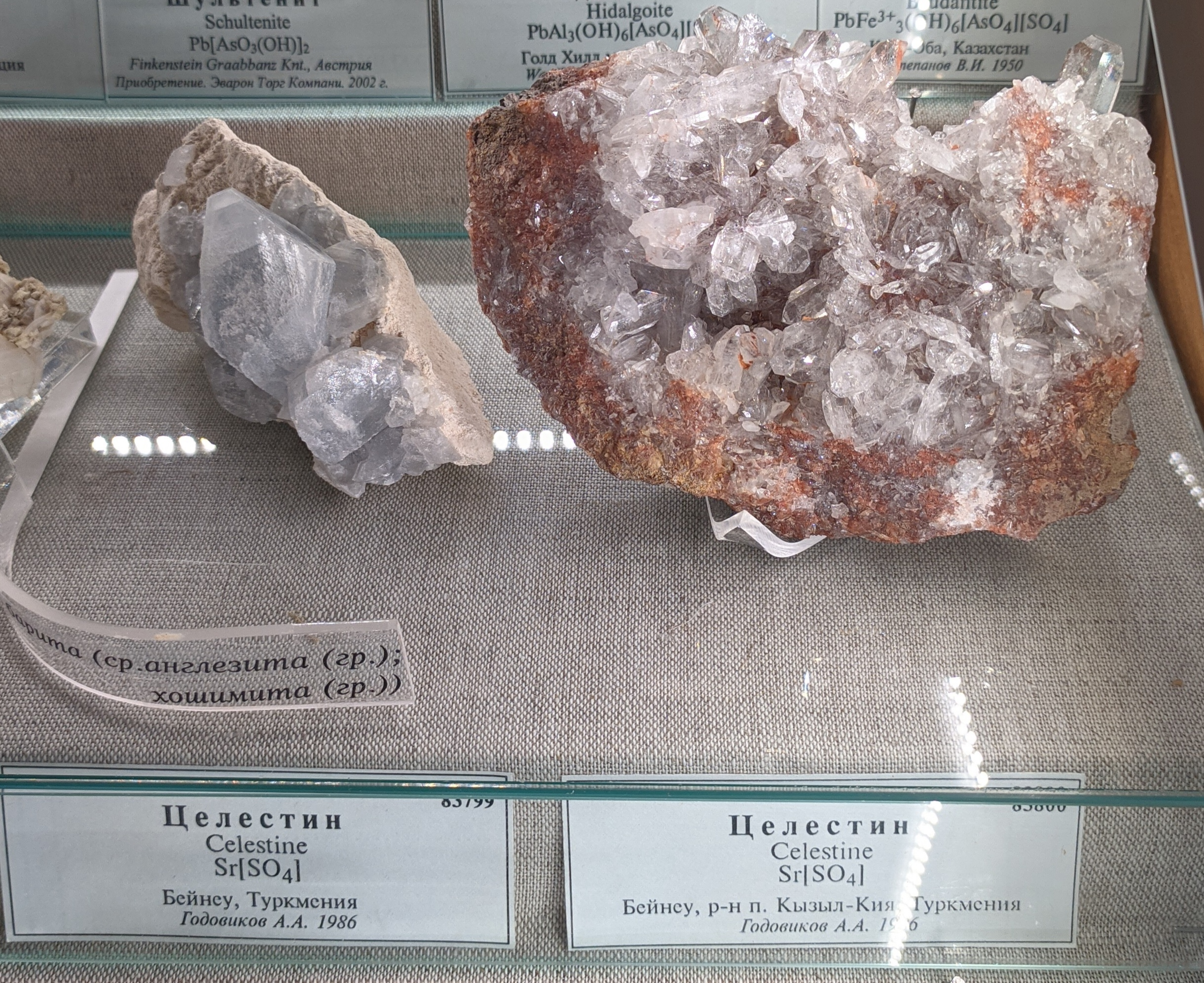
Музейные экспонаты целестина

Кристаллы призматические, столбчатые, таблитчатые, богатые гранями. Окраска неустойчивая, при нагревании до 200 °C может исчезнуть. Целестин образует также зернистые и шестоватые агрегаты, прожилки и корки. Окрашивает пламя в красный цвет.
Состав (%): 56,42 — SrO; 43,58 — SO3.

## Нахождение
Образуется в гипергенных близповерхностных условиях. Встречается в осадочных горных породах в виде кристаллов и друз в трещинах и жеодах. Чаще встречается среди известняков, доломитов, гипсовых пород, совместно с арагонитом, кальцитом, каменной солью, самородной серой. Был также установлен в некоторых морских организмах, в частности в скелетах акантарий.
Встречается в Германии (Северный Рейн — Вестфалия, Йена), Австрии (Зальцбург), Италии (Сицилия), Великобритании, Мексике, США, России (Поволжье, Южный Урал), на Мадагаскаре, в ЮАР, Таджикистан (Шураб).

## Применение

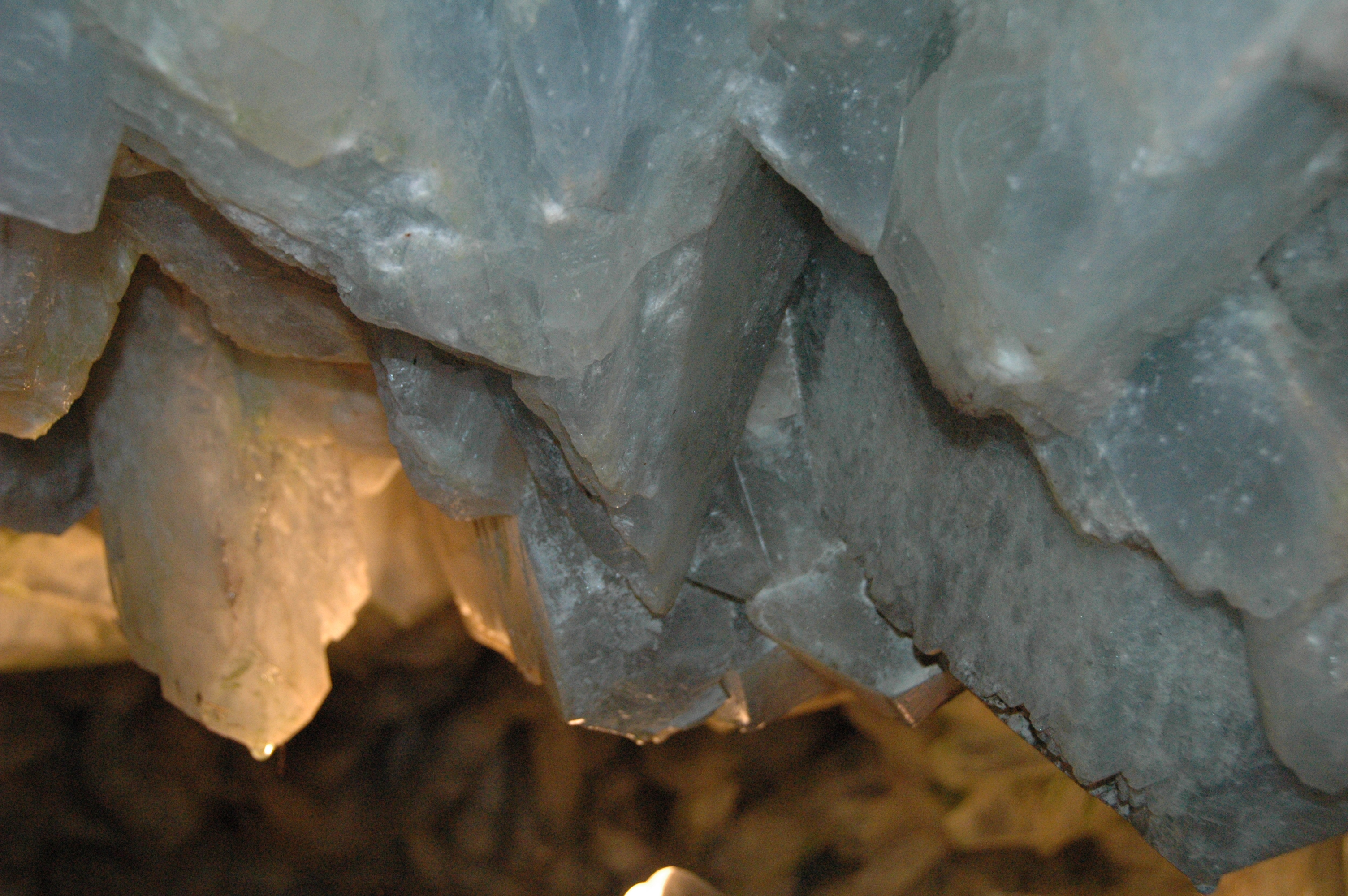
Целестин в Кристальной пещере (Огайо)

Целестин используется в пиротехнике, химии (в стекольном, керамическом производстве), фармацевтике.
Около деревни Пут-ин-Бэй (Put-in-Bay, Огайо, США) находится самая большая целестиновая жеода — Crystal Cave: около 10 м в диаметре (по самой широкой стороне). На данный момент жеода оборудована как туристический объект: сделан вход, убраны кристаллы с пола. Хотя количество кристаллов в «пещере» уменьшилось при её оборудовании и добыче целестина, среди оставшихся есть экземпляры длиной до 1 м.